# 五十嵐吉蔵

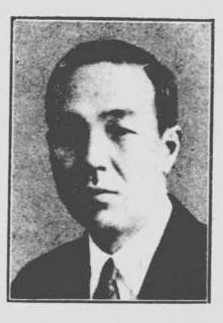
五十嵐吉蔵

五十嵐 吉蔵（吉藏、いがらし きちぞう、1901年（明治34年）10月1日 - 1959年（昭和34年）6月24日）は、大正・昭和期の実業家、政治家。衆議院議員（5期）。蚕糸の第一人者。

## 経歴
群馬県佐波郡豊受村大字上蓮沼（現伊勢崎市上蓮町）で、農業・五十嵐栄三郎の長男として生まれる。1918年（大正7年）群馬県立安中蚕糸学校（現群馬県立安中総合学園高等学校）を卒業し、明治大学に進んだが中退。
組合製糸群馬社副社長、同代表理事、全国共栄蚕糸組合副理事長、日本蚕糸業会理事、刀洋織物社長、群馬県蚕種協同組合長などを務め、蚕糸行政に尽くした。
政界では、1933年（昭和8年）群馬県会議員に当選し3期在任。1942年（昭和17年）4月、第21回衆議院議員総選挙で群馬県第1区から翼賛政治体制協議会推薦で出馬して初当選。大政翼賛会群馬県協議員、翼賛政治会政調内閣委員、農林兼務委員などを務めた。戦後、公職追放となった。
公職追放解除後、1952年（昭和27年）10月の第25回衆議院議員総選挙に群馬県第1区から改進党公認で立候補して再選。以後、第28回総選挙まで連続4期再選され、衆議院議員に通算5期在任した。この間、衆議院国土総合開発特別委員長、同建設委員、同農林委員、改進党代議士会副会長、日本民主党総務、自由民主党政調会農林部長などを務めた。建設委員としては三国国道の工事促進、農林委員としては繭糸価格維持、養蚕業経安定、繭糸価格安定臨時措置法や日本蚕繭事業団法の制定に尽力、国土総合開発特別委員長としては東北地方開発の関連法制定で産業振興に貢献した。1953年（昭和28年）ミラノで開催された国際絹業大会に日本代表として参加し、帰国時に欧米各国を視察し生糸輸出の市場開拓にも務めた。
衆議院議員在職中の1959年6月5日に病気療養のため、東京都文京区の東京大学医学部附属病院に入院したが、同月24日、死去した。57歳没。死没日付をもって従四位勲二等に叙され、瑞宝章を追贈された。追悼演説は同月30日、衆議院本会議で茜ケ久保重光により行われた。

## 親族
- 父 五十嵐栄三郎（群馬県会議員）[1][3]
- 長男 五十嵐俊夫（群馬県議会議員）[3]
- 孫 五十嵐清隆（伊勢崎市長、群馬県議会議員）[3]